# 京九铁路吉安赣江特大桥
京九铁路吉安赣江特大桥是京九铁路上一座跨越赣江的铁路桥，位于江西省吉安市吉安县永和乡境内，吉安站和吉安南站之间。该桥是京九铁路全线继长江大桥、黄河大桥、淮河大桥之后的第四座深水长桥，它的建设是“京九铁路十四项重点控制性工程”之一，也被列入“京九铁路五大重难点工程”。大桥由中铁十六局三处负责施工，1993年4月开工，1994年6月线下工程竣工，1996年随京九铁路全线开通而正式投入使用。

## 建设历史
1991年铁四院对京九铁路吉安至赣州段线路初测时，并没有规划建设此桥。当时规划的京九铁路从吉安站引出后经值夏镇向南走行，不跨越赣江。但是，地方政府认为铁路选线时应该尽可能兼顾各地。1992年，又对两跨赣江，兼顾井冈山和兴国两个革命老区的线路方案进行了初测。该方案要求铁路在吉安和泰和两次跨越赣江，需要建设吉安赣江特大桥和泰和赣江特大桥。1993年，铁四院对线路方案进行了定测，确定了桥位。当时京九铁路南段形成了“边勘测、边设计、边施工”的局面，吉安赣江特大桥也是如此。1993年4月20日，大桥开工，胡锦涛、吴官正、毛致用等领导出席了开工典礼。大桥由中铁十六局三处负责施工。按照定额工期计算，该桥的工期应为38个月，但实际工期仅14个月，显得非常紧迫。大桥的建设列入了“京九铁路十四项重点控制性工程”和“京九铁路五大重难点工程”。1994年6月，大桥的线下工程竣工。当年7月20日，在该桥上举行了京九铁路吉安至赣粤省界段铺轨典礼，铺轨工作随即展开。1996年8月，该桥通过铁道部的初步验收，9月1日交由南昌铁路局运营。是年，该工程被评为京九铁路优质工程。

## 概况
京九铁路吉安赣江特大桥位于吉安市吉安县永和乡境内，处于吉安市区和吉安县的交界处。京九铁路自吉安站引出后，经过此桥，以东北-西南走向垂直跨越赣江，抵达吉安南站。大桥的中心里程为K1678+031。大桥是京九铁路全线继长江大桥、黄河大桥、淮河大桥之后的第四座深水长桥，也是中国第一座在大面积、大深度的溶洞群地段修建的特大双线桥，被誉为京九铁路南段的“北大门”。
大桥全长2,655.75米，共72孔，71桥墩，2桥台。其中1#-25#孔为北引桥，26#-30#孔为正桥，31#-72#孔为南引桥。南、北引桥的坡度均为5.9‰；引桥由32米预应力混凝土后张梁拼接而成。正桥为平坡，由4段96米和一段64米双线简支栓焊下承式钢桁架梁构成。其中64米的桁架为带竖杆的华伦桁架，96米的桁架则为平行弦桁架。如此设计的桁架具有结构简单而承载力大的优点。正桥的钢梁总长454米，耗费钢材3000余吨，高强螺栓21万套。全桥73个墩台中，0#桥台和1#桥墩为明挖扩大基础，其余的各个墩台为钻孔桩基础。大桥共使用了581根钻孔桩，它们的长度在15米至55米之间，总长度为1.7万米，主桥桥墩的钻孔桩直径为1.25米，引桥桥墩的钻孔桩直径为1米。所有桥墩均为双线实体圆形墩，平均高度为15.24米。大桥上铺设双线无缝铁路，线间距为4.0米。